# Coppa Italia 2008-2009 (rugby a 15)
La Coppa Italia 2008-09 fu la 21ª edizione della Coppa Italia di rugby a 15. Per esigenze di sponsorizzazione fu nota come Trofeo AAMS 2008-09 dopo l'accordo commerciale tra Lega Italiana Rugby d'Eccellenza, organizzatrice del torneo, e l'Amministrazione autonoma dei monopoli di Stato.
Benché formalmente ascritta alla stagione sportiva 2008-09 si tenne interamente nella primavera del 2009, durante il Sei Nazioni; come da regolamento, infatti, alle squadre partecipanti non era permesso schierare i giocatori convocati in Nazionale, quindi l'attività internazionale non pregiudicò lo svolgimento della competizione.
A vincere la coppa fu il Parma, campione in carica alla sua terza affermazione nel torneo, che batté in finale il Veneziamestre.

## Formula
Le dieci squadre del Super 10 furono ripartite in due gironi all'italiana da cinque squadre ciascuno; vennero disputate gare di sola andata.
Le prime due classificate di ogni girone ebbero accesso alle semifinali in gara unica; ad ospitare la finale fu destinato lo stadio Mario Battaglini di Rovigo.

## Squadre partecipanti
| Girone A          | Girone B           |
| ----------------- | ------------------ |
| Calvisano         | Benetton (Treviso) |
| Capitolina (Roma) | GRAN Parma         |
| Parma             | Petrarca (Padova)  |
| Rovigo            | Rugby Roma         |
| Viadana           | Veneziamestre      |

## Fase a gironi

### Girone A
| Data             | Incontro               | Risultato |
| ---------------- | ---------------------- | --------- |
| 6 febbraio 2009  | Calvisano — Rovigo     | 17-17     |
| 8 febbraio 2009  | Parma — Viadana        | 24-21     |
| 15 febbraio 2009 | Rovigo — Capitolina    | 25-18     |
| 15 febbraio 2009 | Viadana — Calvisano    | 35-9      |
| 22 febbraio 2009 | Rovigo — Parma         | 5-41      |
| 22 febbraio 2009 | Capitolina — Calvisano | 39-15     |
| 1º marzo 2009    | Calvisano — Parma      | 13-25     |
| 1º marzo 2009    | Viadana — Capitolina   | 17-25     |
| 8 marzo 2009     | Parma — Capitolina     | 18-9      |
| 8 marzo 2009     | Viadana — Rovigo       | 13-14     |

#### Classifica
|  |    | Squadra    | G | V | N | P | PF  | PS  | P±  | B | Pt |
|  | -- | ---------- | - | - | - | - | --- | --- | --- | - | -- |
|  | 1. | Parma      | 4 | 4 | 0 | 0 | 108 | 48  | 60  | 1 | 17 |
|  | 2. | Rovigo     | 4 | 2 | 1 | 1 | 61  | 89  | −28 | 0 | 10 |
|  | 3. | Capitolina | 4 | 2 | 0 | 2 | 91  | 75  | 16  | 1 | 9  |
|  | 4. | Viadana    | 4 | 1 | 0 | 3 | 86  | 72  | 14  | 3 | 7  |
|  | 5. | Calvisano  | 4 | 0 | 1 | 3 | 54  | 116 | −62 | 0 | 2  |

### Girone B
| Data             | Incontro                   | Risultato |
| ---------------- | -------------------------- | --------- |
| 8 febbraio 2009  | Petrarca — Rugby Roma      | 44-10     |
| 8 febbraio 2009  | Benetton — GRAN Parma      | 20-7      |
| 15 febbraio 2009 | GRAN Parma — Petrarca      | 15-36     |
| 15 febbraio 2009 | Rugby Roma — Veneziamestre | 24-10     |
| 22 febbraio 2009 | Veneziamestre — Petrarca   | 37-12     |
| 22 febbraio 2009 | Rugby Roma — Benetton      | 7-47      |
| 1º marzo 2009    | Benetton — Veneziamestre   | 3-26      |
| 1º marzo 2009    | GRAN Parma — Rugby Roma    | 19-16     |
| 8 marzo 2009     | Petrarca — Benetton        | 15-13     |
| 8 marzo 2009     | Veneziamestre — GRAN Parma | 51-17     |

#### Classifica
|  |    | Squadra       | G | V | N | P | PF  | PS  | P±  | B | Pt |
|  | -- | ------------- | - | - | - | - | --- | --- | --- | - | -- |
|  | 1. | Veneziamestre | 4 | 3 | 0 | 1 | 124 | 59  | 65  | 2 | 14 |
|  | 2. | Petrarca      | 4 | 3 | 0 | 1 | 107 | 75  | 32  | 2 | 14 |
|  | 3. | Benetton      | 4 | 2 | 0 | 2 | 86  | 55  | 31  | 3 | 11 |
|  | 4. | Rugby Roma    | 4 | 1 | 0 | 3 | 57  | 120 | −63 | 1 | 5  |
|  | 5. | GRAN Parma    | 4 | 1 | 0 | 3 | 58  | 123 | −65 | 0 | 4  |

## Play-off
|  | Semifinali | Semifinali    | Semifinali    |               |       | Finale | Finale | Finale |  |
|  |            |               |               |               |       |        |        |        |  |
|  | 1A         | Parma         | 23            |               |       |        |        |        |  |
|  | 1A         | Parma         | 23            |               |       |        |        |        |  |
|  | 2B         | Petrarca      | 13            |               |       |        |        |        |  |
|  | 2B         | Petrarca      | 13            |               | Parma | Parma  | 20     |        |  |
|  |            |               |               |               | Parma | Parma  | 20     |        |  |
|  |            |               | Veneziamestre | Veneziamestre | 18    |        |        |        |  |
|  | 1B         | Veneziamestre | Veneziamestre | Veneziamestre | 18    | 31     |        |        |  |
|  | 1B         | Veneziamestre |               |               |       |        |        |        |  |
|  | 2A         | Rovigo        | 28            |               |       |        |        |        |  |

### Semifinali
| Arbitro: | Claudio Passacantando (L'Aquila) |

|                                      |      |                   |
| Mariani 22’ Pedersen 40’ Malneek 68’ | mt   | 28’ Bartholomeusz |
| Irving 40’                           | tr   | 28’ Mercier       |
| Irving 3’, 30’                       | c.p. | 6’ Mercier        |
|                                      | drop | 1’ Mercier        |

| Arbitro: | Stefano Mancini (Frascati) |

|                                        |      |                                      |
| D. Dallan 39’ Gianesini 49’ Palmer 64’ | mt   | 27’ Mahoney 72’ Damiano 80+2’ Anouer |
| Pilat 49’, 64’                         | tr   | 72’, 80+2’ Bustos                    |
| Pilat 13’, 20’, 30’ A. Canale 75’      | c.p. | 2’, 45’ Bustos                       |

### Finale
| Arbitro: | Alan Falzone (Padova) |

|                        |      |                         |
| Mariani 8’ Ireland 28’ | mt   | 15’ D. Dallan 40’ Mentz |
| Irving 8’, 28’         | tr   | 40’ Pilat               |
| Irving 50’, 71’        | c.p. | 5’, 23’ Pilat           |